# Hospedaria Velha das Caldas de Monchique
A Hospedaria Velha das Caldas de Monchique, igualmente denominada de Estalagem Dom João II, é um edifício hoteleiro na localidade das Caldas de Monchique, no Distrito de Faro, em Portugal.

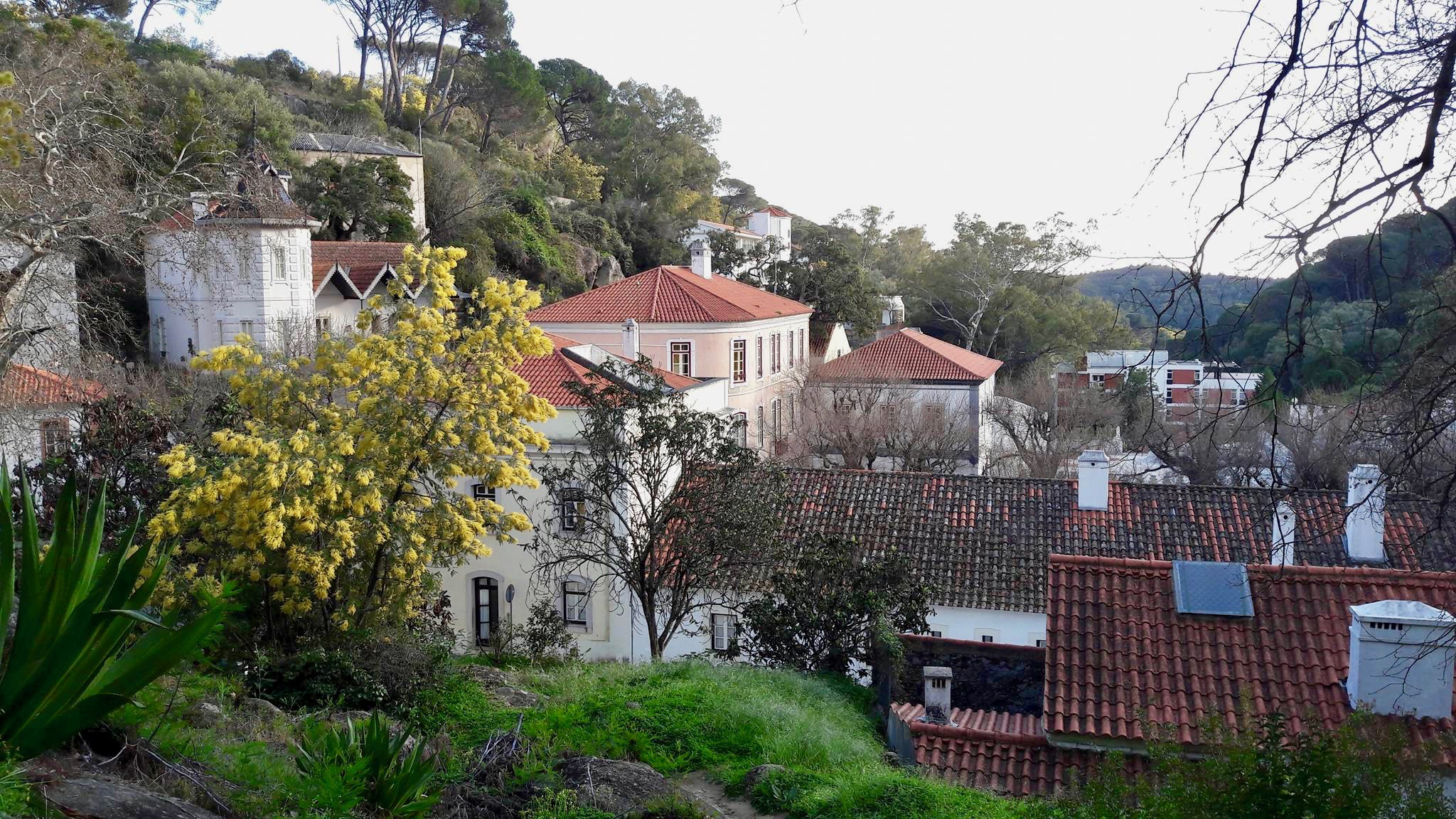
Vista geral do complexo das Caldas de Monchique, em 2018.

## Descrição
O edifício apresenta uma forma quadrangular, tendo sido construído em declive, pelo que uma das fachadas tem dois pisos, enquanto que a oposta apresenta apenas um piso. O imóvel é rematado por um telhado de quatro águas com duplo beirado, e está anexo a outro edifício de dois pisos. É utilizado como estabelecimento hoteleiro, sendo parte do complexo do Hotel Central.

## História
O edifício foi construído pelo bispo do Algarve, D. Simão da Gama, tendo sido concluído em 1692, segundo uma lápide na sua fachada Sul. D. Simão da Gama também instalou o hospital termal, e melhorou as estradas, de forma a aumentar a procura e facilitar o acesso por parte dos doentes. O edifício foi construído junto ao local em que confluíam as ribeiras do Banho e do Lajeado, de acordo com as ordenações régias. Originalmente, a hospedaria consistia apenas no lado térreo, que servia de alojamento para as pessoas mais proeminentes. Esta lápide é a única que continuou no local original, entre as várias que foram colocadas para comemorar as obras dos bispos do Algarve no sítio das Caldas de Monchique. As outras foram mudadas para o interior do Hotel Central, quando o primeiro hospital das Caldas foi demolido, em meados do século XIX. Foi alvo de extensas obras de restauro no século XIX, tendo sido ampliada em 1861 pelo Governo Civil, de forma a alojar um maior número de utentes. Segundo um relatório de 1873, o edifício já teria sido alugado, e um dos compartimentos tinha sido convertido em sala de recreio, com um piano e uma mesa de bilhar. Naquele documento também ficou registado o mau estado dos edifícios nas Caldas da Monchique, aconselhando a realização de obras de forma a melhorar a sua estética e as suas condições de higiene e comodidade. Igualmente na Década de 1870, foram feitas obras de remodelação nos edifícios, incluindo na Hospedaria Velha, que ficou com uma entrada melhorada Esta mudou igualmente de funções nessa altura, deixando de ser o local de residência do provedor, que foi morar para um palacete construído para este fim, passando a hospedaria velha a ser ocupada por quartos e uma cozinha comum. A instalação do palacete causou uma viva polémica, uma vez que foi paga com os rendimentos das termas, que deveriam ter sido aplicados principalmente na manutenção do hospital.
Em 1883 o director clínico das Caldas de Monchique, João Bentes Castel-Branco, iniciou um novo ciclo de obras nos edifícios das Termas de Monchique, incluindo a construção de uma nova hospedaria e a ampliação da antiga, onde foram melhorados e duplicados os alojamentos, intervenção que foi concluída ainda no mesmo ano. A nova hospedaria foi inaugurada apenas em 1896. O arquitecto italiano Nicola Bigaglia, que foi responsável pela maior parte dos edifícios construídos durante esta fase de expansão das termas, também chegou a preconizar a demolição da antiga hospedaria e a construção de uma nova, que se denominaria de Grande Hotel das Caldas de Monchique, empreendimento que não chegou a avançar, embora o nome tenha sido dado ao edifício já existente, de forma a tentar aumentar a procura.
Em Agosto de 1971, o Ministério das Obras Públicas autorizou a celebração de um contrato para trabalhos de remodelação no edifício. Entre 1999 e 2000, foram feitas novas obras de restauro no edifício.